# Герб Звениговского района
Герб муниципального образования «Звениговский район» наряду с флагом и гимном является официальным символом муниципального образования «Звениговский муниципальный район» Республики Марий Эл, отражающим историческую, культурную, социально-экономическую, национальную и иные традиции района.
Ныне действующий герб утверждён 28 апреля 2004 года решением Районного Собрания муниципального образования.

## Описание герба
В лазоревом поле якорный крест, вписанный в корабельный штурвал без спиц, в центре креста лазоревая монета, в основании штурвал сопровожден двумя ветвями хмеля с плодами в крест; во главе щита четыре шлемика беличьего меха в пояс. Все фигуры в золоте.
— Геральдическое описание

## Символика герба
Основные цвета (тинктуры) герба:
- голубой (лазоревый) — символ чести, славы, преданности, верности и истины, отражает приволжское расположение района;
- золотой — символ богатства, процветания и власти, также несет значение стабильности и силы.

Отличительной особенностью герба является оригинальное сочетание традиционных геральдических фигур.
Центральная фигура герба — якорный крест — символизирует надежду, спокойствие и безопасность, надежность и упорство в достижении поставленной цели. Выступает символом судоремонтной отрасли, которая занимает видное место в экономике района и Республики Марий Эл в целом.
Штурвал символизирует мудрое правление и верный курс развития. Может рассматриваться как символ стабильности и благополучия района.
Ветви хмеля — традиционная для района сельскохозяйственная культура.
Четыре золотых шлемика беличьего меха в пояс во главе герба напоминают по форме колокола и делают герб гласным (говорящим), связывая герб с названием района, имеющим в корне слово звенеть.